# 川端喜久治
川端 喜久治（かわばた きくじ、1912年10月25日 - 1982年9月18日）は、香川県三豊郡観音寺町大字伊吹（現・観音寺市伊吹町、伊吹島）出身の政治家。伊吹村議会議員、観音寺市議会議員、観音寺市議会議長。

## 経歴

### 戦前

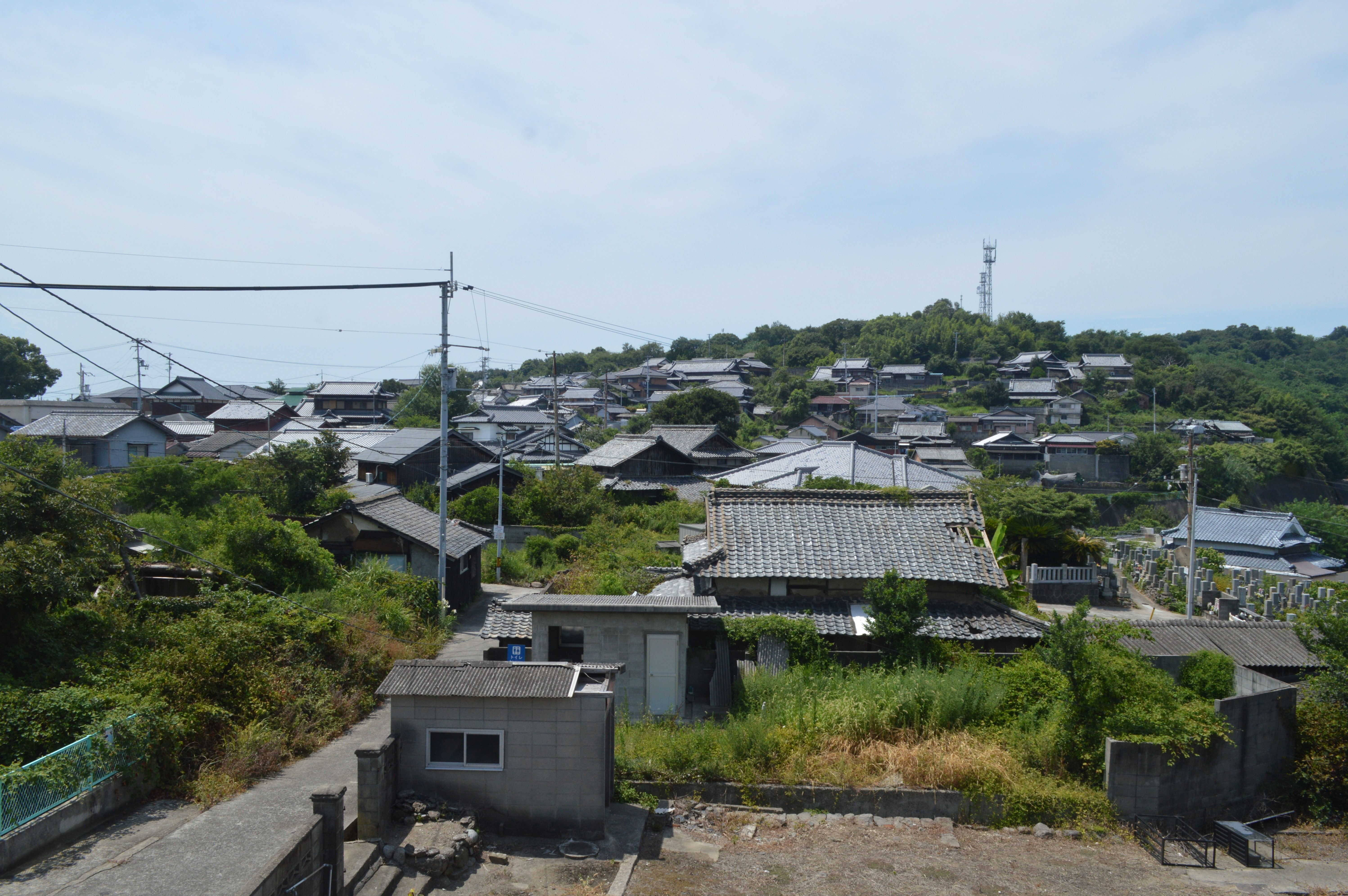
伊吹島

1912年（大正元年）10月25日、香川県三豊郡観音寺町大字伊吹（後の三豊郡伊吹村、現在の観音寺市伊吹町）に篠原三吉の五男として生まれ、川端虎吉の養子となった。1925年（大正14年）3月に観音寺町立伊吹尋常高等小学校を卒業した。
1932年（昭和7年）12月には応召されて佐世保海兵団に入隊し、支那事変や大東亜戦争に参加した。1945年（昭和20年）9月に召集解除されて帰郷した。

### 戦後
川端家の家業である漁業を継ぐと、鯛さわら縛網漁、いわし巾着網漁、いわしパッチ網漁、伊吹いりこの製造等を行い、また漁具や漁法の改良に努めた。
1953年（昭和28年）1月から1956年（昭和31年）9月には伊吹村議会議員を務め、伊吹村と観音寺市の合併を推進した。1956年（昭和31年）9月30日に伊吹村が観音寺市に編入されると、1959年（昭和34年）4月には観音寺市議会議員に就任し、公共施設の整備充実、簡易水道の敷設、電気の導入など、伊吹島の離島振興に尽力した。伊吹島の電気は自家発電に頼っていたが、1967年（昭和42年）10月には海底ケーブルによる送電が開始され、24時間の点灯が可能となった。1972年（昭和47年）5月には観音寺市議会議長に就任した。
1982年（昭和57年）9月18日に69歳で死去した。1986年（昭和61年）12月、伊吹漁業協同組合長らを代表とする川端喜久治翁銅像建立発起人会によって銅像「川端喜久治翁像」が建立された。

## 職歴
実業界
- 1949年（昭和24年）3月 - 伊吹漁業協同組合 理事[2]
- 1957年（昭和32年）3月 - 伊吹漁業協同組合 組合長[2]
- 1957年（昭和32年）3月 - 香川県漁業協同組合連合会 理事[2]
- 1957年（昭和32年）3月 - 香川県水産振興協議会 委員[2]
- 1958年（昭和33年）3月 - 香川県信用漁業協同組合連合会 理事[2]
- 1958年（昭和33年）7月 - 香川県漁船保険組合連合会 理事[2]
- 1959年（昭和34年）8月 - 香川県漁業信用基金協会 理事[2]
- 1959年（昭和34年）8月 - 香川県漁港協会 理事[2]
- 1962年（昭和37年）8月 - 香川県海区漁業調整委員会 専門委員[2]

政界
- 1953年（昭和28年）1月 - 伊吹村議会 議員
- 1959年（昭和34年）4月 - 観音寺市議会 議員[2]
- 1972年（昭和47年）5月 - 観音寺市議会 議長[2]

## 受賞・受章
- 1974年（昭和49年）11月 - 黄綬褒章[2]
- 1982年（昭和57年）9月 - 従五位勲四等瑞宝章[2]